# Agathiphaga
Agathiphaga Dumbleton, 1952 è un genere di lepidotteri primitivi presente solo in Oceania; è l'unico rappresentante di un piccolo raggruppamento inquadrato sistematicamente col rango di sottordine, denominato Aglossata Speidel, 1977, che comprende la sola superfamiglia Agathiphagoidea e la sola famiglia Agathiphagidae, entrambe descritte da Kristensen (1967).

## Descrizione
Il carattere primitivo di questi lepidotteri è evidenziato dall'affinità morfologica con i Panorpoidea più primitivi, in particolare i tricotteri, e dalla vicinanza filogenetica e morfologica con i Micropterigidae, ossia la famiglia più primitiva tra i lepidotteri.

### Adulto
Gli adulti sono di piccole o medie dimensioni, apparentemente simili a tricotteri, ed hanno abitudini notturne.

Le ali hanno nervatura omoneura; quelle anteriori sono bruno-grigiastre, ed in condizioni di riposo vengono tenute "a tetto" con un angolo acuto, come nei Microlepidotteri. La nervatura Sc non è ramificata mentre la cellula cubito-mediale è chiusa, in aggiunta a quella radiale. È presente la nervatura M4, assente negli altri lepidotteri, ma presente nei tricotteri. Le tre venature anali partono separatamente alla base dell'ala, ma si uniscono prima del termen. L'accoppiamento alare è del tipo jugato. Si nota pure un meccanismo di accoppiamento tra ala anteriore e metatorace.

Gli ocelli sono assenti, così come i chaetosemata, ma le antenne rivelano una grande varietà di sensilli con forme e funzioni differenti. L'apparato boccale non ha la struttura e la funzionalità del tipo succhiante, tipico della generalità dei lepidotteri, in quanto presenta mandibole sviluppate e sclerotizzate (non funzionanti) e le galee mascellari non sono organizzate a formare la spirotromba. Il labrum è trilobato e non ridotto, i palpi labiali hanno quattro metameri, quelli mascellari cinque; le lacinie sono presenti. Manca il complesso di spinule sull'epifaringe. Come nelle Micropterigidae e nelle Heterobathmiidae, anche qui si nota una piccola cavità a funzione trituratrice sull'ipofaringe. Le paraglossae sono assenti.

A livello delle zampe, le tibie del I paio hanno l'epifisi a metà lunghezza, mentre quelle del II e III paio mostrano due speroni apicali e due mediani; i femori del I e II paio hanno due piccole setae o speroni apicali.

Nel maschio si possono osservare un paio di processi ghiandolari a livello del quinto sternite addominale, la cui forma allungata e ritorta è tipica di questa famiglia.

Nel genitale maschile, uncus e gnathos sono sviluppati e ricurvi dorsalmente, mentre il nono segmento addominale forma un anello completo, e non diviso in tegumen (dorsale) e vinculum (ventrale). Sono presenti un paio di presocii ed un paio di socii.

Nel genitale femminile, il segmento terminale rivela una struttura "ad Y", non molto sclerotizzata. L'ovopositore è estensibile, ma non perforante. Ci sono due coppie di apofisi anteriori, una ventrale e l'altra dorsale, oltre alla singola coppia di apofisi posteriori.

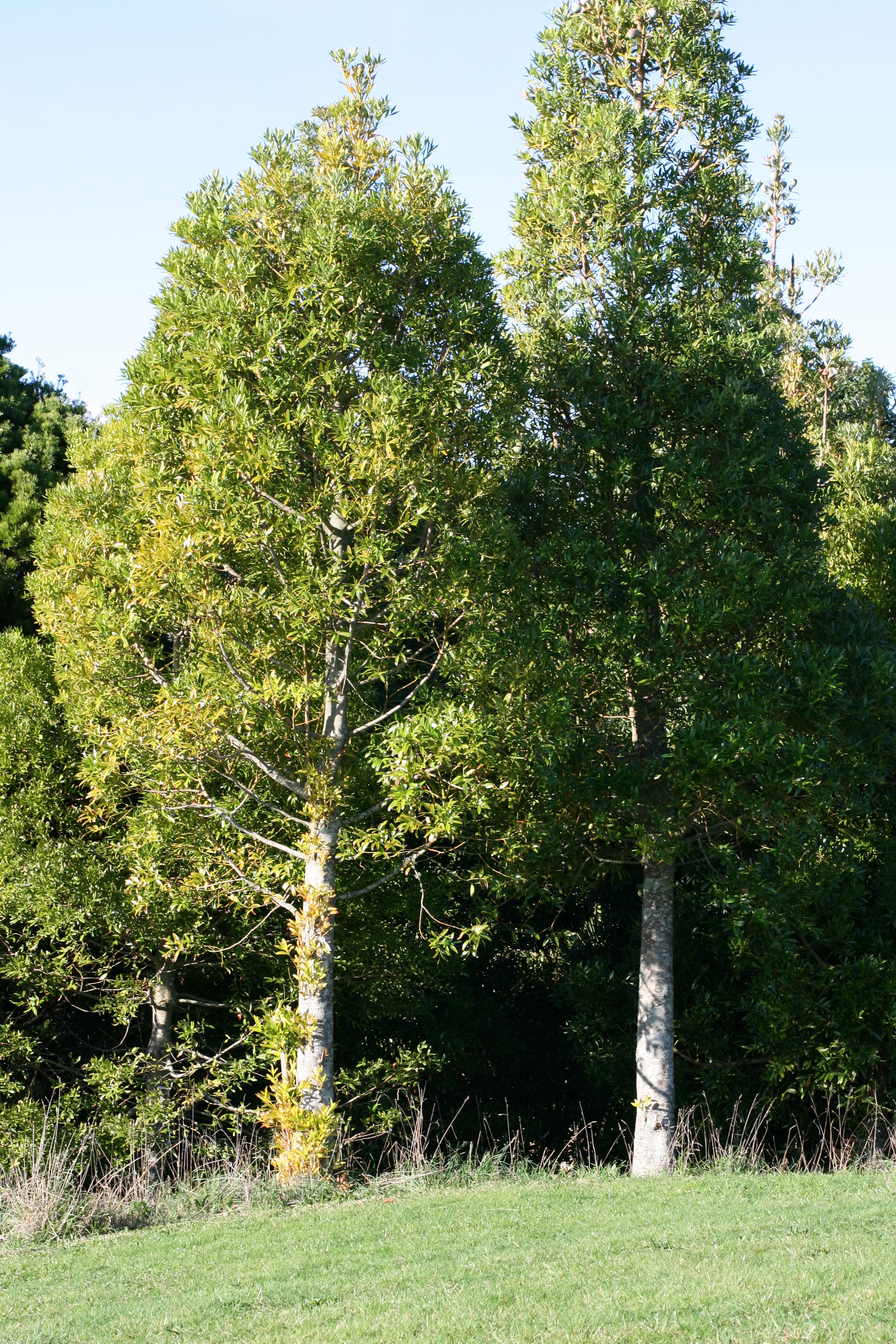
Agathis macrophylla ad Auckland, Nuova Zelanda

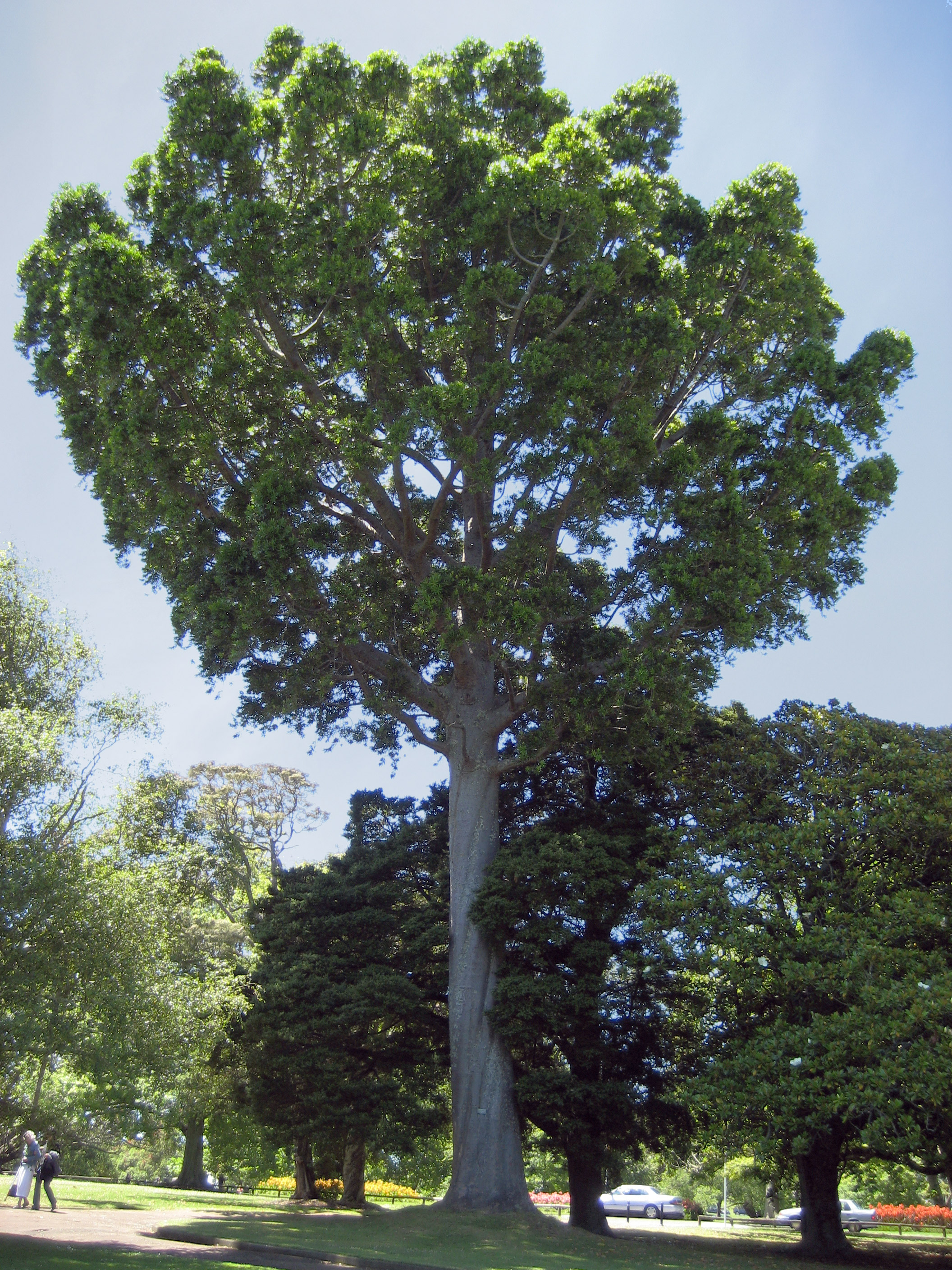
Agathis robusta del Queensland

### Uovo
Poiché l'ovopositore della femmina è estroflessibile ma non sclerotizzato, le uova non possono essere "iniettate" all'interno dei tessuti vegetali della pianta ospite, ma vengono invece depositate sulla superficie del seme di Agathis, possibilmente in corrispondenza di piccole fessure.

### Larva
Le larve sono giallastre, apode e vermiformi, essendo prive di zampe e pseudozampe; il capo risulta molto più piccolo del resto del corpo e, pur essendo di fatto prognato, appare al contrario ipognato, dal momento che i primi segmenti sono più lunghi dorsalmente che ventralmente.  Le antenne sono presenti ma corte, mentre manca l'occhio composto. Il tegumento mostra setae molto corte e variabili per posizione. Si nota la presenza di un ponte ipostomale completo, visibile solo qui e nei micropterigidi. Manca la filiera.

### Pupa
La crisalide è dectica ed exarata. Il capo mostra quattro coppie di lunghe setole frontali, mentre è assente il rostro. Le mandibole sono asimmetriche, ipertrofiche e ricurve, con apice tronco e margine mediamente dentellato. È assente il processo dorsale, a forma di laccio, sul meso- e metatorace e sul primo segmento addominale. I tarsi hanno due unghie ciascuno. Non sono presenti setae addominali. I processi del genitale maschile sono sviluppati e ricurvi.

L'ecozona australasiana

## Distribuzione ed habitat
Il taxon ha distribuzione australasiana, essendo presente in Australia (Queensland), Isole Salomone, Figi, Vanuatu ed in Nuova Caledonia.
L'habitat è rappresentato da foreste a conifere in cui siano presenti alberi del genere Agathis.

## Biologia
Le larve si sviluppano all'interno dei semi di Araucariaceae del genere Agathis, da cui il taxon prende il nome. La cavità all'interno del seme cresce man mano che la larva si alimenta, fino all'impupamento, che avviene all'interno della camera stessa.
Le larve possiedono la capacità di entrare in diapausa per periodi piuttosto lunghi, fino a dodici anni; tale peculiarità avrebbe permesso la diffusione in alcune isole dell'Oceano Pacifico.
Al termine della fase pupale, che normalmente può durare fino a tre anni, la crisalide fuoriesce dalla camera scavata in precedenza, praticando un foro di circa 2,5 mm, aiutata in questo dalle mandibole ipertrofiche. L'emersione dell'individuo adulto avviene anche grazie alle robuste unghie tarsiali.
Dal momento che il tasso di infestazione può essere elevato, le due specie di Agathiphaga possono provocare seri danni al patrimonio forestale, per lo meno per quanto riguarda i kauri del Queensland.

### Alimentazione
Le larve si nutrono dei semi di kauri (Agathis Salisb., Araucariaceae), tra cui:
- Agathis macrophylla (Lindl.) Mast.
- Agathis robusta (C.Moore ex F.Muell.) Bailey

## Tassonomia

### Sinonimi
Non sono stati riportati sinonimi.

### Specie
Il genere comprende due sole specie:
- Agathiphaga queenslandensis Dumbleton, 1952 - Pacific Science 6: 23 - Locus typicus: Australia, Queensland
- Agathiphaga vitiensis Dumbleton, 1952 - Pacific Science 6: 18 - Locus typicus: Figi, presente anche nelle Salomone, Vanuatu ed in Nuova Caledonia (specie tipo).

### Relazioni filogenetiche
Inizialmente le due specie di Agathiphaga furono considerate da Dumbleton come nuovi membri delle Micropterigidae, mentre Hinton (1958), in base a studi sulla struttura larvale, ritenne che fossero da ascrivere all'infraordine Dacnonypha; in seguito venne istituita la nuova superfamiglia Agathiphagoidea da Kristensen (1967), ed infine il nuovo sottordine Aglossata da Speidel nel 1977.

Dubbi sussistono ancora sul fatto che gli Aglossata siano da considerarsi un gruppo affine a quello dei Lepidoptera "in toto", oppure ai soli Glossata+Heterobathmiina. Non sono inoltre completamente chiariti i rapporti filogenetici tra Aglossata ed Heterobathmiina.

## Conservazione
Nessuna specie appartenente a questo genere è stata inserita nella Lista rossa IUCN.